# Glypta turgida
Glypta turgida là một loài tò vò trong họ Ichneumonidae.